# 变色秋海棠
变色秋海棠（学名：Begonia versicolor）是秋海棠科秋海棠属的植物，是中国的特有植物。分布于中国大陆的云南等地，生长于海拔1,300米至1,820米的地区，常生于混交林下、密林中潮湿处及沟谷石壁上，目前已由人工引种栽培。
其种加词“versicolor”意为“变色的”。

## 别名
花叶酸筒（屏边）